# Active Electronically Scanned Array
Active Electronically Scanned Array (AESA) se referă la o generație foarte avansată de radare cu baleiaj electronic activ unde funcțiile de transmisie și de recepție sunt compuse din multe module miniaturizate de transmițător/receptor. 
Avantajele față de radarele cu baleiaj mecanic sunt o rată de scanare extrem de rapidă (milisecunde), rază de acțiune foarte mare, capacitatea de a urmări și ataca un număr foarte ridicat de ținte simultan (unde agile multiple), probabilitate foarte joasă de detecție din cauza undelor care îți schimba direcția în milisecunde, capacitatea de a funcționa ca radio/bruiaj, operare simultană pentru ținte aeriene și terestre, radar cu apertură sintetică, cartografierea de precizie a terenului.